# Foulques de Laval
Foulques de Montmorency-Laval, mort en 1358, seigneur de Challouyau en Bourgogne,, est le fils de Guy IX de Laval et de Béatrix de Gâvre.

## Famille
Son frère Guy X de Laval est l'époux de Béatrix de Bretagne, fille du duc Arthur II de Bretagne.
Le 14 juillet 1299, il épouse Jeanne Chabot dite Jeanne la Folle (morte en 1341), fille de Girard III Chabot (mort en 1338), seigneur de Retz et de Machecoul, et de Marie Clémence de Parthenay (morte en 1359), dame de Saint-Étienne-de-Mer-Morte et de La Mothe-Achard, fille de Guillaume de Parthenay (mort en 1315), et de Jeanne de Montfort-le-Rotrou (morte en 1291). 
Il eut de cette union :
- Guy de Laval dit Brumor de Laval (mort en 1383) qui eut un fils :

- - Guy II de Laval-Rais (mort en 1415), adopté par son arrière-cousine, Jeanne Chabot dite Jeanne la Sage (morte en 1406), baronne de Retz, il prend le nom de Rais (il hérite de la baronnie de Retz). Épouse Marie de Craon (morte en 1415) et a deux fils :
    - Gilles de Rais (1405 ? - 1440), maréchal de France.
    - René de Rais (1414 ? - 1473).
- Marie, mariée à Guillaume Sauvage, seigneur du Plessis-Guerrif/Guerry ;
- Philippine, femme d'Alain de Saffré, chevalier, seigneur de Saffré et de Sion.

## Histoire
Il fut fait prisonnier, avec quatre cents chevaliers, en défendant le parti de Charles de Blois, duc de Bretagne, au mois de septembre 1350.

## Armoiries
| Blason | Blasonnement : D'or, à la croix de gueules, chargée de cinq coquilles d'argent, et cantonnée de seize alérions d'azur ; au franc-canton d'argent au lion de gueules. |